# Kreisreformen in Deutschland nach 1990
Der Artikel Kreisreformen in Deutschland nach 1990 erfasst die Durchführung von Gebietsreformen auf Kreisebene (kreisfreie Städte und Landkreise) nach der Deutschen Wiedervereinigung. Es gibt 294 Landkreise (einschließlich der Städteregion Aachen, der Region Hannover und des Regionalverbandes Saarbrücken) und 106 kreisfreie Städte in Deutschland. Bei jedem Land wird in einer Liste gezeigt, wann und wie sich die Anzahl der kreisfreien Städte und Landkreise geändert hat.
Bei den Begriffen wie Eingliederung oder Vergrößerung wird nicht auf die rechtliche Situation, sondern auf die allgemein übliche Regelung verwiesen. Oftmals handelt es sich um Zusammenschlüsse, die aber dennoch von der Mehrheit der Bevölkerung, auch im eingegliederten Kreis, nicht so verstanden werden. Deshalb ist hier der Fortbestand oder die Neuvergabe des/eines Namens das entscheidende Kriterium. Die rechtliche Regelung, ob es sich um einen Zusammenschluss oder um eine Eingliederung/Eingemeindung handelt oder gehandelt hat, ist nur unmittelbar wichtig. Schon nach wenigen Jahren ist sie bedeutungslos. Es wird auf spezielle Artikel verwiesen, in denen weitere Informationen nachgelesen werden können.

## Hinweis zu den Auswirkungen der Wiedervereinigung
Mit der am 17. Mai 1990 in Kraft getretenen Kommunalverfassung wurden die „Kreise“ der DDR wieder als „Landkreise“ bezeichnet. Anlässlich der deutschen Wiedervereinigung am 3. Oktober 1990 blieb ihr Zuschnitt (von vorbereitenden Rückbenennungen abgesehen) unverändert.

## Baden-Württemberg
Das Land Baden-Württemberg ist am 25. April 1952 durch Fusion der Länder Baden, Württemberg-Baden und Württemberg-Hohenzollern entstanden.
Am Tag der Wiedervereinigung existierten im Land die folgenden Stadt- und Landkreise:
Stadtkreise: Baden-Baden, Freiburg im Breisgau, Heidelberg, Heilbronn, Karlsruhe, Mannheim, Pforzheim, Stuttgart und Ulm
Landkreise: Alb-Donau-Kreis, Biberach, Böblingen, Bodenseekreis, Breisgau-Hochschwarzwald, Calw, Emmendingen, Enzkreis, Esslingen, Freudenstadt, Göppingen, Heidenheim, Heilbronn, Hohenlohekreis, Karlsruhe, Konstanz, Lörrach, Ludwigsburg, Main-Tauber-Kreis, Neckar-Odenwald-Kreis, Ortenaukreis, Ostalbkreis, Rastatt, Ravensburg, Rems-Murr-Kreis, Reutlingen, Rhein-Neckar-Kreis, Rottweil, Schwäbisch Hall, Schwarzwald-Baar-Kreis, Sigmaringen, Tübingen, Tuttlingen, Waldshut und Zollernalbkreis
- 2011, 1. Januar:

Vergrößerung
- des Alb-Donau-Kreises um bewohnte Gebietsteile des Gutsbezirks Münsingen, eines gemeindefreien Gebietes des Landkreises Reutlingen

Anzahl der Stadt- und Landkreise
| Datum           | Stadtkreise Anzahl | Landkreise Anzahl |
| --------------- | ------------------ | ----------------- |
| 3. Oktober 1990 | 9                  | 35                |
| heute           | 9                  | 35                |

## Bayern
Der Freistaat Bayern gehört seit dem 23. Mai 1949 der Bundesrepublik Deutschland an.
Am Tag der Wiedervereinigung existierten im Land die folgenden kreisfreien Städte und Landkreise:
Kreisfreie Städte: Amberg, Ansbach, Aschaffenburg, Augsburg, Bamberg, Bayreuth, Coburg, Erlangen, Fürth, Hof, Ingolstadt, Kaufbeuren, Kempten (Allgäu), Landshut, Memmingen, München, Nürnberg, Passau, Regensburg, Rosenheim, Schwabach, Schweinfurt, Straubing, Weiden in der Oberpfalz und Würzburg
Landkreise: Aichach-Friedberg, Altötting, Amberg-Sulzbach, Ansbach, Aschaffenburg, Augsburg, Bad Kissingen, Bad Tölz-Wolfratshausen, Bamberg, Bayreuth, Berchtesgadener Land, Cham, Coburg, Dachau, Deggendorf, Dillingen an der Donau, Dingolfing-Landau, Donau-Ries, Ebersberg, Eichstätt, Erding, Erlangen-Höchstadt, Forchheim, Freising, Freyung-Grafenau, Fürstenfeldbruck, Fürth, Garmisch-Partenkirchen, Günzburg, Haßberge, Hof, Kelheim, Kitzingen, Kronach, Kulmbach, Landsberg am Lech, Landshut, Lichtenfels, Lindau (Bodensee), Main-Spessart, Miesbach, Miltenberg, Mühldorf am Inn, München, Neuburg-Schrobenhausen, Neumarkt in der Oberpfalz, Neustadt an der Aisch-Bad Windsheim, Neustadt an der Waldnaab, Neu-Ulm, Nürnberger Land, Oberallgäu, Ostallgäu, Passau, Pfaffenhofen an der Ilm, Regen, Regensburg, Rhön-Grabfeld, Rosenheim, Roth, Rottal-Inn, Schwandorf, Schweinfurt, Starnberg, Straubing-Bogen, Tirschenreuth, Traunstein, Unterallgäu, Weilheim-Schongau, Weißenburg-Gunzenhausen, Wunsiedel im Fichtelgebirge und Würzburg
- 1994, 1. Januar:

Vergrößerung
- des Landkreises Aichach-Friedberg um die Gemeinde Baar (Schwaben) des Landkreises Augsburg (Ausgliederung aus der Gemeinde Thierhaupten und Bildung einer selbstständigen Gemeinde)

- 2005, 1. März:

Vergrößerung
- des Landkreises Schwandorf um einen Teil des gemeindefreien Gebiets Freihölser Forst des Landkreises Amberg-Sulzbach

- 2011, 1. Januar:

Vergrößerung
- des Landkreises Miesbach um einen Teil des gemeindefreien Gebietes Hofoldinger Forst des Landkreises München

- 2013, 1. November:

Vergrößerung
- des Landkreises Cham um einen Teil des gemeindefreien Gebietes Einsiedler und Walderbacher Forst des Landkreises Schwandorf

- 2017, 1. Januar:

Vergrößerung
- des Landkreises Cham um einen Teil des gemeindefreien Gebietes Östlicher Neubäuer Forst des Landkreises Schwandorf

- 2023, 1. Juni:

Vergrößerung
- des Landkreises Bayreuth um einen Teil des gemeindefreien Gebietes Heinersreuther Forst des Landkreises Neustadt an der Waldnaab sowie einen in die Gemeinde Prebitz umgegliederten Teil des Marktes Kirchenthumbach des Landkreises Neustadt an der Waldnaab

Anzahl der kreisfreien Städte und Landkreise
| Datum           | kreisfreie Städte Anzahl | Landkreise Anzahl |
| --------------- | ------------------------ | ----------------- |
| 3. Oktober 1990 | 25                       | 71                |
| heute           | 25                       | 71                |

## Berlin
Berlin gehört als Gesamtstadt seit dem 3. Oktober 1990 der Bundesrepublik Deutschland an.
Zum Status der Stadt, insbesondere des Westteils, s. den Artikel Berlin (West)
- 1990, 3. Oktober:

Neubildung
- der Stadt Berlin aus dem bisherigen Osten und dem bisherigen Westen der Stadt sowie der Gemeinde Staaken des Landkreises Nauen, Brandenburg (bisher Bezirk Potsdam), eines Teils der Gemeinde Ahrensfelde (heute Marzahn-Nord) des Landkreises Bernau und eines Teils der Gemeinde Hönow (Berlin-Hellersdorf) des Landkreises Strausberg, beide Landkreise in Brandenburg (bisher Bezirk Frankfurt)

Anzahl der kreisfreien Städte und Landkreise
| Datum           | kreisfreie Städte Anzahl | Landkreise Anzahl |
| --------------- | ------------------------ | ----------------- |
| 3. Oktober 1990 | 1                        | 0                 |
| heute           | 1                        | 0                 |

## Brandenburg
Das Land Brandenburg gehört seit dem 3. Oktober 1990 der Bundesrepublik Deutschland an.
Beim Beitritt zur Bundesrepublik existierten im Land die folgenden kreisfreien Städte und Landkreise:
Kreisfreie Städte: Brandenburg/Havel, Cottbus, Eisenhüttenstadt, Frankfurt/Oder, Potsdam und Schwedt/Oder
Landkreise: Angermünde, Bad Freienwalde, Bad Liebenwerda, Beeskow, Belzig, Bernau, Brandenburg, Calau, Cottbus, Eberswalde, Eisenhüttenstadt, Finsterwalde, Forst, Fürstenwalde, Gransee, Guben, Herzberg, Jüterbog, Königs Wusterhausen, Kyritz, Lübben, Luckau, Luckenwalde, Nauen, Neuruppin, Oranienburg, Perleberg, Potsdam, Prenzlau, Pritzwalk, Rathenow, Seelow, Senftenberg, Spremberg, Strausberg, Templin, Wittstock und Zossen
- 1990, 3. Oktober:

Neubildung
- der Stadt Berlin aus dem bisherigen Osten und dem bisherigen Westen der Stadt sowie der Gemeinde Staaken des Landkreises Nauen und eines Teils der Gemeinden Ahrensfelde (Marzahn-Nord) des Landkreises Bernau sowie Hönow (Berlin-Hellersdorf) des Landkreises Strausberg

- 1992, 1. August:

Vergrößerung
- des Landkreises Perleberg um die Gemeinden Besandten, Eldenburg, Lanz, Lenzen, Mellen und Wootz des Landkreises Ludwigslust, Mecklenburg-Vorpommern
- des Landkreises Prenzlau um die Gemeinden Bagemühl, Brüssow, Grünberg, Nechlin, Wollschow und Woddow des Landkreises Pasewalk, Mecklenburg-Vorpommern sowie den Gemeinden  Fahrenholz, Güterberg, Jagow, Lemmersdorf, Lübbenow, Milow, Trebenow, Wilsickow, Wismar und Wolfshagen des Landkreises Strasburg, Mecklenburg-Vorpommern

- 1993, 15. Juni:

Umbenennung
- der kreisfreien Stadt Brandenburg/Havel in Brandenburg an der Havel

- 1993, 6. Dezember:

Auflösung
- des Landkreises Bad Freienwalde und Aufteilung auf die Landkreise Barnim und Märkisch-Oderland (Hauptteil)
- des Landkreises Beeskow und Aufteilung auf die Landkreise Dahme-Spreewald und Oder-Spree (Hauptteil)
- des Landkreises Brandenburg und Aufteilung auf die kreisfreie Stadt Brandenburg an der Havel und den Landkreis Potsdam-Mittelmark
- des Landkreises Cottbus und Aufteilung auf die kreisfreie Stadt Cottbus und den Landkreis Spree-Neiße
- des Landkreises Eberswalde und Aufteilung auf die Landkreise Barnim (Hauptteil) und Uckermark
- des Landkreises Fürstenwalde und Aufteilung auf die Landkreise Dahme-Spreewald, Märkisch-Oderland und Oder-Spree (Hauptteil)
- des Landkreises Gransee und Aufteilung auf die Landkreise Oberhavel (Hauptteil) und Ostprignitz-Ruppin
- des Landkreises Herzberg und Aufteilung auf die Landkreise Elbe-Elster (Hauptteil) und Teltow-Fläming
- des Landkreises Jüterbog und Aufteilung auf die Landkreise Potsdam-Mittelmark und Teltow-Fläming (Hauptteil)
- des Landkreises Kyritz und Aufteilung auf die Landkreise Ostprignitz-Ruppin (Hauptteil) und Prignitz
- des Landkreises Luckau und Aufteilung auf die Landkreise Dahme-Spreewald (Hauptteil) und Teltow-Fläming
- des Landkreises Luckenwalde und Aufteilung auf die Landkreise Potsdam-Mittelmark und Teltow-Fläming (Hauptteil)
- des Landkreises Potsdam und Aufteilung auf die kreisfreie Stadt Potsdam und den Landkreis Potsdam-Mittelmark
- des Landkreises Pritzwalk und Aufteilung auf die Landkreise Ostprignitz-Ruppin (Hauptteil) und Prignitz
- des Landkreises Zossen und Aufteilung auf die Landkreise Dahme-Spreewald und Teltow-Fläming (Hauptteil)

Eingliederung
- der kreisfreien Stadt Eisenhüttenstadt in den Landkreis Oder-Spree
- der kreisfreien Stadt Schwedt/Oder in den Landkreis Uckermark
- des Landkreises Angermünde in den Landkreis Uckermark
- des Landkreises Bad Liebenwerda in den Landkreis Elbe-Elster
- des Landkreises Belzig in den Landkreis Potsdam-Mittelmark
- des Landkreises Bernau in den Landkreis Barnim
- des Landkreises Calau in den Landkreis Oberspreewald-Lausitz
- des Landkreises Eisenhüttenstadt in den Landkreis Oder-Spree
- des Landkreises Finsterwalde in den Landkreis Elbe-Elster
- des Landkreises Forst in den Landkreis Spree-Neiße
- des Landkreises Guben in den Landkreis Spree-Neiße
- des Landkreises Königs Wusterhausen in den Landkreis Dahme-Spreewald
- des Landkreises Lübben in den Landkreis Dahme-Spreewald
- des Landkreises Nauen in den Landkreis Havelland
- des Landkreises Neuruppin in den Landkreis Ostprignitz-Ruppin
- des Landkreises Oranienburg in den Landkreis Oberhavel
- des Landkreises Perleberg in den Landkreis Prignitz
- des Landkreises Prenzlau in den Landkreis Uckermark
- des Landkreises Rathenow in den Landkreis Havelland
- des Landkreises Seelow in den Landkreis Märkisch-Oderland
- des Landkreises Senftenberg in den Landkreis Oberspreewald-Lausitz
- des Landkreises Spremberg in den Landkreis Spree-Neiße
- des Landkreises Strausberg in den Landkreis Märkisch-Oderland
- des Landkreises Templin in den Landkreis Uckermark
- des Landkreises Wittstock in den Landkreis Ostprignitz-Ruppin

Neubildung
- des Landkreises Barnim aus dem Landkreis Bernau und Gemeinden der Landkreise Bad Freienwalde und Eberswalde
- des Landkreises Dahme-Spreewald aus den Landkreisen Königs Wusterhausen und Lübben sowie Gemeinden der Landkreise Beeskow und Luckau und der Gemeinde Wernsdorf des Landkreises Fürstenwalde sowie der Gemeinde Telz des Landkreises Zossen
- des Landkreises Elbe-Elster aus den Landkreisen Bad Liebenwerda, Finsterwalde und Herzberg
- des Landkreises Havelland aus den Landkreisen Nauen und Rathenow
- des Landkreises Märkisch-Oderland aus den Landkreisen Seelow und Strausberg sowie Gemeinden des Landkreises Bad Freienwalde und der Gemeinde Rüdersdorf bei Berlin des Landkreises Fürstenwalde
- des Landkreises Oberhavel aus dem Landkreis Oranienburg und Gemeinden des Landkreises Gransee
- des Landkreises Oberspreewald-Lausitz aus den Landkreisen Calau und Senftenberg
- des Landkreises Oder-Spree aus der kreisfreien Stadt Eisenhüttenstadt, dem Landkreis Eisenhüttenstadt sowie Gemeinden der Landkreise Beeskow und Fürstenwalde
- des Landkreises Ostprignitz-Ruppin aus den Landkreisen Neuruppin und Wittstock sowie Gemeinden der Landkreise Kyritz und Pritzwalk und der Gemeinde Keller des Landkreises Gransee
- des Landkreises Potsdam-Mittelmark aus den Landkreisen Belzig, Brandenburg und Potsdam sowie Gemeinden der Landkreise Jüterbog und Luckenwalde
- des Landkreises Prignitz aus den Landkreisen Perleberg und Pritzwalk und Gemeinden des Landkreises Kyritz
- des Landkreises Spree-Neiße aus den Landkreisen Forst, Guben und Spremberg sowie Gemeinden des Landkreises Cottbus
- des Landkreises Teltow-Fläming aus Gemeinden der Landkreise Jüterbog, Luckau, Luckenwalde und Zossen sowie der Gemeinde Schöna-Kolpien des Landkreises Herzberg
- des Landkreises Uckermark aus der kreisfreien Stadt Schwedt/Oder und den Landkreisen Angermünde, Prenzlau und Templin sowie der Gemeinde Bölkendorf des Landkreises Eberswalde

Vergrößerung
- der kreisfreien Stadt Brandenburg an der Havel um die Gemeinden Göttin, Klein Kreutz und Schmerzke des Landkreises Brandenburg
- der kreisfreien Stadt Cottbus um die Gemeinden Branitz, Dissenchen, Döbbrick, Kahren, Merzdorf und Willmersdorf des Landkreises Cottbus
- der kreisfreien Stadt Potsdam um die Gemeinden Eiche und Grube des Landkreises Potsdam

- 2003, 26. Oktober:

Vergrößerung
- der kreisfreien Stadt Brandenburg an der Havel um die Gemeinden Gollwitz und Wust des Landkreises Potsdam-Mittelmark
- der kreisfreien Stadt Cottbus um die Gemeinden Gallinchen, Groß Gaglow und Kiekebusch des Landkreises Spree-Neiße
- der kreisfreien Stadt Potsdam um die Gemeinden Fahrland, Golm, Groß Glienicke, Marquardt, Neu Fahrland, Satzkorn und Uetz-Paaren des Landkreises Potsdam-Mittelmark
- des Landkreises Havelland um die Gemeinde Seeburg des Landkreises Potsdam-Mittelmark (Eingemeindung nach Dallgow-Döberitz)

- 2009, 1. Januar:

Vergrößerung
- des Landkreises Märkisch-Oderland um die Gemeinde Hohensaaten des Landkreises Barnim (Eingemeindung nach Bad Freienwalde (Oder))

Anzahl der kreisfreien Städte und Landkreise
| Datum            | kreisfreie Städte Veränderung | Landkreise Veränderung | kreisfreie Städte Anzahl | Landkreise Anzahl |
| ---------------- | ----------------------------- | ---------------------- | ------------------------ | ----------------- |
| 3. Oktober 1990  |                               |                        | 6                        | 38                |
| 6. Dezember 1993 | − 2                           | − 24                   | 4                        | 14                |
| heute            |                               |                        | 4                        | 14                |

## Bremen
Bremen gehört seit dem 23. Mai 1949 der Bundesrepublik Deutschland an.
Am Tag der Wiedervereinigung existierten im Land die kreisfreien Städte Bremen und Bremerhaven.
Anzahl der kreisfreien Städte und Landkreise
| Datum           | kreisfreie Städte Anzahl | Landkreise Anzahl |
| --------------- | ------------------------ | ----------------- |
| 3. Oktober 1990 | 2                        | 0                 |
| heute           | 2                        | 0                 |

## Hamburg
Hamburg gehört seit dem 23. Mai 1949 der Bundesrepublik Deutschland an.
Anzahl der kreisfreien Städte und Landkreise
| Datum           | kreisfreie Städte Anzahl | Landkreise Anzahl |
| --------------- | ------------------------ | ----------------- |
| 3. Oktober 1990 | 1                        | 0                 |
| heute           | 1                        | 0                 |

## Hessen
Das Land Hessen gehört seit dem 23. Mai 1949 der Bundesrepublik Deutschland an.
Am Tag der Wiedervereinigung existierten im Land die folgenden kreisfreien Städte und Landkreise:
Kreisfreie Städte: Darmstadt, Frankfurt am Main, Kassel, Offenbach am Main und Wiesbaden
Landkreise: Bergstraße, Darmstadt-Dieburg, Fulda, Gießen, Groß-Gerau, Hersfeld-Rotenburg, Hochtaunuskreis, Kassel, Lahn-Dill-Kreis, Limburg-Weilburg, Main-Kinzig-Kreis, Main-Taunus-Kreis, Marburg-Biedenkopf, Odenwaldkreis, Offenbach, Rheingau-Taunus-Kreis, Schwalm-Eder-Kreis, Vogelsbergkreis, Waldeck-Frankenberg, Werra-Meißner-Kreis und Wetteraukreis
Anzahl der kreisfreien Städte und Landkreise
| Datum           | kreisfreie Städte Anzahl | Landkreise Anzahl |
| --------------- | ------------------------ | ----------------- |
| 3. Oktober 1990 | 5                        | 21                |
| heute           | 5                        | 21                |

## Mecklenburg-Vorpommern
Das Land Mecklenburg-Vorpommern gehört seit dem 3. Oktober 1990 der Bundesrepublik Deutschland an.
Beim Beitritt zur Bundesrepublik existierten im Land die folgenden kreisfreien Städte und Landkreise:
Kreisfreie Städte: Greifswald, Neubrandenburg, Rostock, Schwerin, Stralsund und Wismar
Landkreise: Altentreptow, Anklam, Bad Doberan, Bützow, Demmin, Gadebusch, Greifswald, Grevesmühlen, Grimmen, Güstrow, Hagenow, Lübz, Ludwigslust, Malchin, Neubrandenburg, Neustrelitz, Parchim, Pasewalk, Ribnitz-Damgarten, Röbel/Müritz, Rostock, Rügen, Schwerin, Sternberg, Stralsund, Strasburg, Teterow, Ueckermünde, Waren, Wismar und Wolgast
- 1992, 18. Juli:

Vergrößerung
- des Landkreises Ludwigslust um die Gemeinden Brunow und Dambeck des Landkreises Perleberg, Brandenburg
- des Landkreises Parchim um die Ortsteile Pampin und Platschow der Gemeinde Berge des Landkreises Perleberg, Brandenburg (Eingemeindung nach Ziegendorf)

- 1992, 1. August:

Vergrößerung
- des Landkreises Perleberg, Brandenburg um die Gemeinden Besandten, Eldenburg, Lanz, Lenzen, Mellen und Wootz des Landkreises Ludwigslust
- des Landkreises Prenzlau, Brandenburg um die Gemeinden Bagemühl, Brüssow, Grünberg, Nechlin, Wollschow und Woddow des Landkreises Pasewalk sowie den Gemeinden  Fahrenholz, Güterberg, Jagow, Lemmersdorf, Lübbenow, Milow, Trebenow, Wilsickow, Wismar und Wolfshagen des Landkreises Strasburg

- 1993, 30. Juni:

Vergrößerung
- des Landkreises Lüneburg, Niedersachsen, um die Gemeinden Dellien, Haar, Kaarßen, Neuhaus/Elbe, Stapel, Sückau, Sumte und Tripkau des Landkreises Hagenow

- 1994, 12. Juni:

Auflösung
- des Landkreises Bützow und Aufteilung auf die Landkreise Bad Doberan und Güstrow (Hauptteil)
- des Landkreises Malchin und Aufteilung auf die Landkreise Demmin (Hauptteil) und Müritz
- des Landkreises Neustrelitz und Aufteilung auf die Landkreise Mecklenburg-Strelitz (Hauptteil) und Müritz
- des Landkreises Schwerin und Aufteilung auf die Landkreise Ludwigslust, Nordwestmecklenburg und Parchim (Hauptteil)
- des Landkreises Sternberg und Aufteilung auf die Landkreise Nordwestmecklenburg und Parchim (Hauptteil)
- des Landkreises Strasburg und Aufteilung auf die Landkreise Mecklenburg-Strelitz (Hauptteil) und Uecker-Randow
- des Landkreises Ueckermünde und Aufteilung auf die Landkreise Ostvorpommern und Uecker-Randow (Hauptteil)

Eingliederung
- des Landkreises Altentreptow in den Landkreis Demmin
- des Landkreises Anklam in den Landkreis Ostvorpommern
- des Landkreises Gadebusch in den Landkreis Nordwestmecklenburg
- des Landkreises Greifswald in den Landkreis Ostvorpommern
- des Landkreises Grevesmühlen in den Landkreis Nordwestmecklenburg
- des Landkreises Grimmen in den Landkreis Nordvorpommern
- des Landkreises Hagenow in den Landkreis Ludwigslust
- des Landkreises Lübz in den Landkreis Parchim
- des Landkreises Neubrandenburg in den Landkreis Mecklenburg-Strelitz
- des Landkreises Pasewalk in den Landkreis Uecker-Randow
- des Landkreises Ribnitz-Damgarten in den Landkreis Nordvorpommern
- des Landkreises Röbel in den Landkreis Müritz
- des Landkreises Rostock in den Landkreis Bad Doberan
- des Landkreises Stralsund in den Landkreis Nordvorpommern
- des Landkreises Teterow in den Landkreis Güstrow
- des Landkreises Waren in den Landkreis Müritz
- des Landkreises Wismar in den Landkreis Nordwestmecklenburg
- des Landkreises Wolgast in den Landkreis Ostvorpommern

Neubildung
- des Landkreises Mecklenburg-Strelitz aus den Landkreisen Neubrandenburg und Neustrelitz sowie Gemeinden des Landkreises Strasburg
- des Landkreises Müritz aus den Landkreisen Röbel und Waren und Gemeinden des Landkreises Neustrelitz sowie der Gemeinde Schwinkendorf des Landkreises Malchin
- des Landkreises Nordvorpommern aus den Landkreisen Grimmen, Ribnitz-Damgarten und Stralsund
- des Landkreises Nordwestmecklenburg aus den Landkreisen Gadebusch, Grevesmühlen, Wismar sowie Gemeinden der Landkreise Schwerin und Sternberg
- des Landkreises Ostvorpommern aus den Landkreisen Anklam, Greifswald und Wolgast und Gemeinden des Landkreises Ueckermünde
- des Landkreises Uecker-Randow aus den Landkreisen Pasewalk und Gemeinden der Landkreise Landkreises Strasburg und Ueckermünde

Vergrößerung
- des Landkreises Bad Doberan um den Landkreis Rostock sowie um Gemeinden des Landkreises Bützow
- des Landkreises Demmin um die Landkreise Altentreptow und Malchin
- des Landkreises Güstrow um den Landkreis Teterow sowie Gemeinden des Landkreises Bützow
- des Landkreises Ludwigslust um den Landkreis Hagenow sowie Gemeinden des Landkreises Schwerin
- des Landkreises Parchim um den Landkreis Lübz sowie Gemeinden der Landkreise Landkreises Schwerin und Sternberg

- 1998, 1. Januar:

Vergrößerung
- des Landkreises Uecker-Randow um die Gemeinde Lübs des Landkreises Ostvorpommern

- 2011, 1. Januar:

Vergrößerung
- des Landkreises Uecker-Randow um die Gemeinde Wietstock des Landkreises Ostvorpommern (Eingemeindung nach Altwigshagen)

- 2011, 4. September:

Auflösung
- des Landkreises Demmin und Aufteilung auf die Landkreise Mecklenburgische Seenplatte (Hauptteil) und Südvorpommern

Eingliederung
- der kreisfreien Stadt Greifswald in den Landkreis Südvorpommern
- der kreisfreien Stadt Neubrandenburg in den Landkreis Mecklenburgische Seenplatte
- der kreisfreien Stadt Stralsund in den Landkreis Nordvorpommern
- der kreisfreien Stadt Wismar in den Landkreis Nordwestmecklenburg
- des Landkreises Bad Doberan in den Landkreis Mittleres Mecklenburg
- des Landkreises Güstrow in den Landkreis Mittleres Mecklenburg
- des Landkreises Ludwigslust in den Landkreis Südwestmecklenburg
- des Landkreises Mecklenburg-Strelitz in den Landkreis Mecklenburgische Seenplatte
- des Landkreises Müritz in den Landkreis Mecklenburgische Seenplatte
- des Landkreises Ostvorpommern in den Landkreis Südvorpommern
- des Landkreises Parchim in den Landkreis Südwestmecklenburg
- des Landkreises Rügen in den Landkreis Nordvorpommern
- des Landkreises Uecker-Randow in den Landkreis Südvorpommern

Neubildung
- des Landkreises Mecklenburgische Seenplatte aus der kreisfreien Stadt Neubrandenburg, den Landkreisen Mecklenburg-Strelitz und Müritz sowie Gemeinden des Landkreises Demmin
- des Landkreises Mittleres Mecklenburg aus den Landkreisen Bad Doberan und Güstrow
- des Landkreises Südvorpommern aus der kreisfreien Stadt Greifswald, den Landkreisen Ostvorpommern und Uecker-Randow sowie Gemeinden des Landkreises Demmin
- des Landkreises Südwestmecklenburg aus den Landkreisen Ludwigslust und Parchim

Vergrößerung
- des Landkreises Nordvorpommern um die kreisfreie Stadt Stralsund und den Landkreis Rügen
- des Landkreises Nordwestmecklenburg um die kreisfreie Stadt Wismar

- 2011, 7. September:

Umbenennung
- des Landkreises Mittleres Mecklenburg in Landkreis Rostock
- des Landkreises Nordvorpommern in Landkreis Vorpommern-Rügen
- des Landkreises Südvorpommern in Landkreis Vorpommern-Greifswald
- des Landkreises Südwestmecklenburg in Landkreis Ludwigslust-Parchim

Anzahl der kreisfreien Städte und Landkreise
| Datum             | kreisfreie Städte Veränderung | Landkreise Veränderung | kreisfreie Städte Anzahl | Landkreise Anzahl |
| ----------------- | ----------------------------- | ---------------------- | ------------------------ | ----------------- |
| 3. Oktober 1990   |                               |                        | 6                        | 31                |
| 12. Juni 1994     | 0                             | − 19                   | 6                        | 12                |
| 4. September 2011 | − 4                           | − 6                    | 2                        | 6                 |
| heute             |                               |                        | 2                        | 6                 |

## Niedersachsen
Das Land Niedersachsen gehört seit dem 23. Mai 1949 der Bundesrepublik Deutschland an.
Am Tag der Wiedervereinigung existierten im Land die folgenden kreisfreien Städte und Landkreise:
Kreisfreie Städte: Braunschweig, Delmenhorst, Emden, Hannover, Oldenburg (Oldb), Osnabrück, Salzgitter, Wilhelmshaven und Wolfsburg
Landkreise: Ammerland, Aurich, Celle, Cloppenburg, Cuxhaven, Diepholz, Emsland, Friesland, Gifhorn, Goslar, Göttingen, Grafschaft Bentheim, Hameln-Pyrmont, Hannover, Harburg, Helmstedt, Hildesheim, Holzminden, Leer, Lüchow-Dannenberg, Lüneburg, Nienburg/Weser, Northeim, Oldenburg (Oldenburg), Osnabrück, Osterholz, Osterode am Harz, Peine, Rotenburg (Wümme), Schaumburg, Soltau-Fallingbostel, Stade, Uelzen, Vechta, Verden, Wesermarsch, Wittmund und Wolfenbüttel
- 1993, 30. Juni:

Vergrößerung
- des Landkreises Lüneburg um die Gemeinden des Amtes Neuhaus des Landkreises Hagenow, Mecklenburg-Vorpommern

- 1993, 16. Juli:

Umbenennung
- des Landkreises Oldenburg (Oldenburg) in Landkreis Oldenburg

- 2001, 1. November:

Neubildung
- der Region Hannover aus der kreisfreien Stadt Hannover und dem Landkreis Hannover

- 2011, 1. August:

Umbenennung
- des Landkreises Soltau-Fallingbostel in Landkreis Heidekreis

- 2016, 1. November:

Eingliederung
- des Landkreises Osterode am Harz in den Landkreis Göttingen

Anzahl der kreisfreien Städte und Landkreise
| Datum            | kreisfreie Städte Veränderung | Landkreise Veränderung | kreisfreie Städte Anzahl | Landkreise Anzahl |
| ---------------- | ----------------------------- | ---------------------- | ------------------------ | ----------------- |
| 3. Oktober 1990  |                               |                        | 9                        | 38                |
| 1. November 2001 | − 1                           | 0                      | 8                        | 38                |
| 1. November 2016 | 0                             | − 1                    | 8                        | 37                |
| heute            |                               |                        | 8                        | 37                |

## Nordrhein-Westfalen
Das Land Nordrhein-Westfalen gehört seit dem 23. Mai 1949 der Bundesrepublik Deutschland an.
Am Tag der Wiedervereinigung existierten im Land die folgenden kreisfreien Städte und Kreise:
Kreisfreie Städte: Aachen, Bielefeld, Bochum, Bonn, Bottrop, Dortmund, Duisburg, Düsseldorf, Essen, Gelsenkirchen, Hagen, Hamm, Herne, Köln, Krefeld, Leverkusen, Mönchengladbach, Mülheim a. d. Ruhr, Münster, Oberhausen, Remscheid, Solingen und Wuppertal
Kreise: Aachen, Borken, Coesfeld, Düren, Ennepe-Ruhr-Kreis, Erftkreis, Euskirchen, Gütersloh, Heinsberg, Herford, Hochsauerlandkreis, Höxter, Kleve, Lippe, Märkischer Kreis, Mettmann, Minden-Lübbecke, Neuss, Oberbergischer Kreis, Olpe, Paderborn, Recklinghausen, Rheinisch-Bergischer Kreis, Siegen-Wittgenstein, Siegkreis, Soest, Steinfurt, Unna, Viersen, Warendorf und Wesel
- 1991, 27. März:

Umbenennung
- der kreisfreien Stadt Mülheim a. d. Ruhr in Mülheim an der Ruhr

- 2003, 1. Juli:

Umbenennung
- des Kreises Neuss in Rhein-Kreis Neuss

- 2003, 1. November:

Umbenennung
- des Erftkreises in Rhein-Erft-Kreis

- 2009, 21. Oktober:

Neubildung
- der Städteregion Aachen aus der kreisfreien Stadt Aachen und dem Kreis Aachen

Anzahl der kreisfreien Städte und Kreise
| Datum            | kreisfreie Städte Veränderung | Kreise Veränderung | kreisfreie Städte Anzahl | Kreise Anzahl |
| ---------------- | ----------------------------- | ------------------ | ------------------------ | ------------- |
| 3. Oktober 1990  |                               |                    | 23                       | 31            |
| 21. Oktober 2009 | − 1                           | 0                  | 22                       | 31            |
| heute            |                               |                    | 22                       | 31            |

## Rheinland-Pfalz
Das Land Rheinland-Pfalz gehört seit dem 23. Mai 1949 der Bundesrepublik Deutschland an.
Am Tag der Wiedervereinigung existierten im Land die folgenden kreisfreien Städte und Landkreise:
Kreisfreie Städte: Frankenthal (Pfalz), Kaiserslautern, Koblenz, Landau in der Pfalz, Ludwigshafen am Rhein, Mainz, Neustadt an der Weinstraße, Pirmasens, Speyer, Trier, Worms und Zweibrücken
Landkreise: Ahrweiler, Altenkirchen (Westerwald), Alzey-Worms, Bad Dürkheim, Bad Kreuznach, Bernkastel-Wittlich, Birkenfeld, Bitburg-Prüm, Cochem-Zell, Daun, Donnersbergkreis, Germersheim, Kaiserslautern, Kusel, Ludwigshafen, Mainz-Bingen, Mayen-Koblenz, Neuwied, Pirmasens, Rhein-Hunsrück-Kreis, Rhein-Lahn-Kreis, Südliche Weinstraße, Trier-Saarburg und Westerwaldkreis
- 1994, 1. Januar:

Vergrößerung
- des Landkreises Kusel um Teilgebiete des aufgelösten Gutsbezirks Baumholder des Landkreises Birkenfeld

- 1997, 1. Januar:

Umbenennung
- des Landkreises Pirmasens in Landkreis Südwestpfalz

- 2004, 1. Januar:

Umbenennung
- des Landkreises Ludwigshafen in Rhein-Pfalz-Kreis

- 2007, 1. Januar:

Umbenennung
- des Landkreises Bitburg-Prüm in Eifelkreis Bitburg-Prüm
- des Landkreises Daun in Landkreis Vulkaneifel

- 2012, 1. Januar:

Vergrößerung
- des Landkreises Trier-Saarburg um die Gemeinde Trittenheim des Landkreises Bernkastel-Wittlich

- 2014, 1. Juli:

Vergrößerung
- des Rhein-Hunsrück-Kreises um die Gemeinden Lahr, Mörsdorf und Zilshausen des Landkreises Cochem-Zell

Anzahl der kreisfreien Städte und Landkreise
| Datum           | kreisfreie Städte Anzahl | Landkreise Anzahl |
| --------------- | ------------------------ | ----------------- |
| 3. Oktober 1990 | 12                       | 24                |
| heute           | 12                       | 24                |

## Saarland
Das Saarland gehört seit dem 1. Januar 1957 der Bundesrepublik Deutschland an.
Am Tag der Wiedervereinigung existierten im Land die folgenden Landkreise:
Merzig-Wadern, Neunkirchen, Stadtverband Saarbrücken, Saarlouis, Saarpfalz-Kreis und Sankt Wendel
- 2000, 1. Dezember:

Umbenennung
- des Landkreises Sankt Wendel in Landkreis St. Wendel

- 2008, 1. Januar:

Umbenennung
- des Stadtverbandes Saarbrücken in Regionalverband Saarbrücken

Anzahl der kreisfreien Städte und Landkreise
| Datum           | kreisfreie Städte Anzahl | Landkreise Anzahl |
| --------------- | ------------------------ | ----------------- |
| 3. Oktober 1990 | 0                        | 6                 |
| heute           | 0                        | 6                 |

## Sachsen
Der Freistaat Sachsen gehört seit dem 3. Oktober 1990 der Bundesrepublik Deutschland an.
Beim Beitritt zur Bundesrepublik existierten im Land die folgenden kreisfreien Städte und Landkreise:
Kreisfreie Städte: Chemnitz, Dresden, Görlitz, Leipzig, Plauen und Zwickau
Landkreise: Annaberg, Aue, Auerbach, Bautzen, Bischofswerda, Borna, Brand-Erbisdorf, Chemnitz, Delitzsch, Dippoldiswalde, Döbeln, Dresden, Eilenburg, Flöha, Freiberg, Freital, Geithain, Glauchau, Görlitz, Grimma, Großenhain, Hainichen, Hohenstein-Ernstthal, Hoyerswerda, Kamenz, Klingenthal, Leipzig, Löbau, Marienberg, Meißen, Niesky, Oelsnitz, Oschatz, Pirna, Plauen, Reichenbach, Riesa, Rochlitz, Schwarzenberg, Sebnitz, Stollberg, Torgau, Weißwasser, Werdau, Wurzen, Zittau, Zschopau und Zwickau
- 1992, 1. April:

Vergrößerung
- des Landkreises Plauen um die Gemeinden Elsterberg und Görschnitz des Landkreises Greiz, die Gemeinden Langenbach, Mühltroff und Thierbach des Landkreises Schleiz sowie die Gemeinden Ebersgrün, Pausa/Vogtl., Ranspach und Unterreichenau des Landkreises Zeulenroda, alle in Thüringen

- 1993, 1. Januar:

Vergrößerung
- der kreisfreien Stadt Leipzig um die Gemeinde Hartmannsdorf des Landkreises Leipzig
- des Landkreises Döbeln um die Gemeinde Langenau des Landkreises Rochlitz (Eingemeindung nach Gersdorf)
- des Landkreises Pirna um die Gemeinde Borthen des Landkreises Freital (Eingemeindung nach Röhrsdorf)

- 1993, 1. Juli:

Vergrößerung
- der kreisfreien Stadt Zwickau um die Gemeinde Hartmannsdorf bei Werdau des Landkreises Werdau
- des Landkreises Reichenbach um die Gemeinde Plohn des Landkreises Auerbach (Eingemeindung nach Lengenfeld)

- 1994, 1. Januar:

Vergrößerung
- der kreisfreien Stadt Görlitz um die Gemeinde Deutsch Ossig (†) des Landkreises Görlitz
- der kreisfreien Stadt Plauen um die Gemeinde Meßbach des Landkreises Plauen
- des Landkreises Bautzen um die Gemeinden Naundorf des Landkreises Bischofswerda (Eingemeindung nach Gaußig) und Neudorf/Spree des Kreises Hoyerswerda (Eingemeindung nach Guttau)
- des Landkreises Bischofswerda um die Gemeinde Friedersdorf des Landkreises Kamenz (Eingemeindung nach Pulsnitz) bei Abtretung der Gemeinde Naundorf an den Landkreis Bautzen (Eingemeindung nach Gaußig) und der Gemeinde Lauterbach an den Landkreis Sebnitz (Eingemeindung nach Stolpen)
- des Landkreises Brand-Erbisdorf um die Gemeinde Cämmerswalde des Landkreises Marienberg bei Abtretung der Gemeinde Berthelsdorf/Erzgebirge an den Landkreis Freiberg (Eingemeindung nach Weißenborn/Erzgebirge)
- des Landkreises Freiberg um die Gemeinde Berthelsdorf/Erzgebirge des Landkreises Brand-Erbisdorf (Eingemeindung nach Weißenborn/Erzgebirge)
- des Landkreises Grimma um die Gemeinde Bad Lausick des Landkreises Geithain und die Gemeinde Lastau des Landkreises Rochlitz (Eingemeindung nach Colditz)
- des Landkreises Hainichen um die Gemeinde Altenhain des Landkreises Flöha (Eingemeindung nach Frankenberg) bei Abtretung der Gemeinde Beerwalde an den Landkreis Rochlitz (Eingemeindung nach Erlau)
- des Landkreises Löbau um die Gemeinden Altbernsdorf auf dem Eigen und Dittersbach auf dem Eigen des Landkreises Görlitz (Eingemeindung nach Bernstadt auf dem Eigen)
- des Landkreises Plauen um die Gemeinden Coschütz und Kleingera des Landkreises Reichenbach und die Gemeinde Heinersgrün des Landkreises Oelsnitz (Zusammenschluss mit sechs Gemeinden des Landkreises Plauen zur Gemeinde Burgstein) bei Abtretung der Gemeinde Meßbach an die kreisfreie Stadt Plauen
- des Landkreises Riesa um die Gemeinde Raden des Landkreises Großenhain (Zusammenschluss mit drei Gemeinden des Landkreises Riesa zur Gemeinde Röderaue)
- des Landkreises Rochlitz um die Gemeinde Beerwalde des Landkreises Hainichen (Eingemeindung nach Erlau) bei Abtretung der Gemeinde Lastau an den Landkreis Grimma (Eingemeindung nach Colditz)
- des Landkreises Sebnitz um die Gemeinde Lauterbach des Landkreises Bischofswerda (Eingemeindung nach Stolpen) und die Gemeinde Wünschendorf des Landkreises Pirna (Eingemeindung nach Dürrröhrsdorf-Dittersbach)
- des Landkreises Zschopau um die Gemeinde Dittersdorf des Landkreises Chemnitz (Zusammenschluss mit zwei Gemeinden des Landkreises Zschopau zur Gemeinde Amtsberg)

- 1994, 1. März:

Vergrößerung
- der kreisfreien Stadt Görlitz um die Gemeinden Hagenwerder, Schlauroth und Tauchritz des Landkreises Görlitz
- des Landkreises Auerbach um die Gemeinde Muldenberg des Landkreises Klingenthal (Eingemeindung nach Grünbach)
- des Landkreises Bischofswerda um Gemeinden des Landkreises Kamenz
- des Landkreises Löbau um die Gemeinde Altbernsdorf auf dem Eigen des Landkreises Görlitz (Eingemeindung nach Bernstadt auf dem Eigen)
- des Landkreises Niesky um die Gemeinde Thiemendorf des Landkreises Görlitz (Zusammenschluss mit drei Gemeinden des Landkreises Niesky zur Gemeinde Waldhufen)
- des Landkreises Torgau um die Gemeinde Falkenberg des Landkreises Eilenburg (Eingemeindung nach Trossin)
- des Landkreises Zschopau um Gemeinden des Landkreises Flöha

- 1994, 31. März:

Vergrößerung
- der kreisfreien Stadt Chemnitz um die Gemeinde Euba des Landkreises Chemnitz

- 1994, 1. August:

Auflösung
- des Landkreises Aue und Aufteilung auf die Landkreise Stollberg und Westerzgebirgskreis (Hauptteil)
- des Landkreises Bischofswerda und Aufteilung auf die Landkreise Bautzen (Hauptteil) und Kamenz
- des Landkreises Borna und Aufteilung auf die Landkreise Leipziger Land (Hauptteil) und Muldentalkreis
- des Landkreises Chemnitz und Aufteilung auf die Landkreise Chemnitzer Land (Hauptteil), Mittlerer Erzgebirgskreis, Mittweida und Stollberg
- des Landkreises Eilenburg und Aufteilung auf die Landkreise Delitzsch (Hauptteil) und Torgau-Oschatz
- des Landkreises Flöha und Aufteilung auf die Landkreise Freiberg (Hauptteil), Mittlerer Erzgebirgskreis und Mittweida
- des Landkreises Freital und Aufteilung auf die Landkreise Meißen und Weißeritzkreis (Hauptteil)
- des Landkreises Geithain und Aufteilung auf die Landkreise Leipziger Land und Mittweida (Hauptteil)
- des Landkreises Glauchau und Aufteilung auf die Landkreise Chemnitzer Land (Hauptteil) und Zwickauer Land
- des Landkreises Görlitz und Aufteilung auf die Landkreise Niederschlesischer Oberlausitzkreis (Hauptteil) und Sächsischer Oberlausitzkreis
- des Landkreises Löbau und Aufteilung auf die Landkreise Bautzen und Sächsischer Oberlausitzkreis (Hauptteil)
- des Landkreises Rochlitz und Aufteilung auf die Landkreise Mittweida (Hauptteil) und Muldentalkreis
- des Landkreises Zschopau und Aufteilung auf die Landkreise Annaberg und Mittlerer Erzgebirgskreis (Hauptteil)

Eingliederung
- des Landkreises Brand-Erbisdorf in den Landkreis Freiberg
- des Landkreises Dippoldiswalde in den Weißeritzkreis
- des Landkreises Grimma in den Muldentalkreis
- des Landkreises Großenhain in den Landkreis Riesa-Großenhain
- des Landkreises Hainichen in den Landkreis Mittweida
- des Landkreises Hohenstein-Ernstthal in den Landkreis Chemnitzer Land
- des Landkreises Leipzig in den Landkreis Leipziger Land
- des Landkreises Marienberg in den Mittleren Erzgebirgskreis
- des Landkreises Niesky in den Niederschlesischen Oberlausitzkreis
- des Landkreises Oschatz in den Landkreis Torgau-Oschatz
- des Landkreises Pirna in den Landkreis Sächsische Schweiz
- des Landkreises Riesa in den Landkreis Riesa-Großenhain
- des Landkreises Schwarzenberg in den Westerzgebirgskreis
- des Landkreises Sebnitz in den Landkreis Sächsische Schweiz
- des Landkreises Torgau in den Landkreis Torgau-Oschatz
- des Landkreises Weißwasser in den Niederschlesischen Oberlausitzkreis
- des Landkreises Werdau in den Landkreis Zwickauer Land
- des Landkreises Wurzen in den Muldentalkreis
- des Landkreises Zittau in den Sächsischen Oberlausitzkreis
- des Landkreises Zwickau in den Landkreis Zwickauer Land

Neubildung
- des Landkreises Chemnitzer Land aus den Landkreisen Glauchau und Hohenstein-Ernstthal sowie Gemeinden des Landkreises Chemnitz
- des Landkreises Leipziger Land aus den Landkreisen Borna und Leipzig und Gemeinden des Landkreises Geithain
- des Mittleren Erzgebirgskreises aus dem Landkreis Marienberg und Gemeinden der Landkreise Flöha und Zschopau sowie der Gemeinde Kleinolbersdorf-Altenhain des Landkreises Chemnitz
- des Landkreises Mittweida aus dem Landkreis Hainichen und Gemeinden der Landkreise Chemnitz, Geithain und Rochlitz sowie der Gemeinde Mühlbach des Landkreises Flöha
- des Muldentalkreises aus den Landkreisen Grimma und Wurzen und Gemeinden des Landkreises Rochlitz sowie der Gemeinde Steinbach des Landkreises Borna
- des Niederschlesischen Oberlausitzkreises aus den Landkreisen Niesky und Weißwasser sowie Gemeinden des Landkreises Görlitz
- des Landkreises Riesa-Großenhain aus den Landkreisen Großenhain und Riesa
- des Sächsischen Oberlausitzkreises (später Landkreis Löbau-Zittau) aus dem Landkreis Zittau und Gemeinden der Landkreise Görlitz und Löbau
- des Landkreises Sächsische Schweiz aus den Landkreisen Pirna und Sebnitz
- des Landkreises Torgau-Oschatz aus den Landkreisen Oschatz und Torgau sowie Gemeinden des Landkreises Eilenburg
- des Weißeritzkreises aus dem Landkreis Dippoldiswalde und Gemeinden des Landkreises Freital
- des Westerzgebirgskreises (später Landkreis Aue-Schwarzenberg) aus dem Landkreis Schwarzenberg und Gemeinden des Landkreises Aue
- des Landkreises Zwickauer Land aus den Landkreisen Werdau und Zwickau

Vergrößerung
- des Landkreises Annaberg um Gemeinden des Landkreises Zschopau
- des Landkreises Bautzen um Gemeinden der Landkreise Bischofswerda und Löbau
- des Landkreises Delitzsch um Gemeinden des Landkreises Eilenburg
- des Landkreises Freiberg um den Landkreis Brand-Erbisdorf und Gemeinden des Landkreises Flöha
- des Landkreises Kamenz um Gemeinden des Landkreises Bischofswerda
- des Landkreises Meißen um Gemeinden des Landkreises Freital
- des Landkreises Plauen um den Ortsteil Cunsdorf der Gemeinde Schönbach des Landkreises Greiz, Thüringen (Bildung der selbstständigen Gemeinde Cunsdorf)
- des Landkreises Stollberg um Gemeinden des Landkreises Chemnitz und die Gemeinde Zwönitz des Landkreises Aue

- 1995, 1. Januar:

Umbenennung
- des Sächsischen Oberlausitzkreises in Landkreis Löbau-Zittau
- des Westerzgebirgskreises in Landkreis Aue-Schwarzenberg

Vergrößerung der kreisfreien Stadt Leipzig um die Gemeinde Lausen des Landkreises Leipziger Land
- 1996, 1. Januar:

Auflösung
- des Landkreises Dresden und Aufteilung auf die Landkreise Meißen-Radebeul, Sächsische Schweiz und Westlausitz-Dresdner Land (Hauptteil)
- des Landkreises Hoyerswerda und Aufteilung auf die kreisfreie Stadt Hoyerswerda und die Landkreise Niederschlesischer Oberlausitzkreis und Westlausitz-Dresdner Land (Hauptteil)
- des Landkreises Plauen und Aufteilung auf die kreisfreie Stadt Plauen und den Vogtlandkreis (Hauptteil)

Ausgliederung
- der Stadt Hoyerswerda aus dem Landkreis Hoyerswerda

Eingliederung
- des Landkreises Auerbach in den Vogtlandkreis
- des Landkreises Kamenz in den Landkreis Westlausitz-Dresdner Land
- des Landkreises Klingenthal in den Vogtlandkreis
- des Landkreises Meißen in den Landkreis Meißen-Radebeul
- des Landkreises Oelsnitz in den Vogtlandkreis
- des Landkreises Reichenbach in den Vogtlandkreis

Neubildung
- des Landkreises Meißen-Radebeul (später Landkreis Meißen) aus dem Landkreis Meißen und Gemeinden des Landkreises Dresden
- des Vogtlandkreises aus den Landkreisen Auerbach, Klingenthal, Oelsnitz, Plauen und Reichenbach
- des Landkreises Westlausitz-Dresdner Land (später Landkreis Kamenz) aus dem Landkreis Kamenz und Gemeinden der Landkreise Dresden und Hoyerswerda

Vergrößerung
- der kreisfreien Stadt Plauen um die Gemeinde Großfriesen des Landkreises Plauen
- des Niederschlesischen Oberlausitzkreises um die Gemeinde Uhyst des Landkreises Hoyerswerda
- des Landkreises Sächsische Schweiz um die Gemeinde Schönfeld-Weißig des Landkreises Dresden

- 1996, 1. April:

Umbenennung
- des Landkreises Westlausitz-Dresdner Land in Landkreis Kamenz

Vergrößerung
- der kreisfreien Stadt Zwickau um die Gemeinde Rottmannsdorf des Landkreises Zwickauer Land

- 1996, 1. Juli:

Vergrößerung
- der kreisfreien Stadt Leipzig um die Gemeinde Plaußig des Landkreises Leipziger Land
- des Landkreises Mittweida um die Gemeinde Obergräfenhain des Landkreises Leipziger Land (Eingemeindung nach Langensteinbach)

- 1996, 1. Oktober:

Vergrößerung
- der kreisfreien Stadt Zwickau um die Gemeinde Crossen des Landkreises Zwickauer Land

- 1997, 1. Januar:

Vergrößerung
- der kreisfreien Stadt Chemnitz um die Gemeinden Einsiedel und Klaffenbach des Landkreises Stollberg sowie die Gemeinde Kleinolbersdorf-Altenhain des Mittleren Erzgebirgskreises
- der kreisfreien Stadt Dresden um die Gemeinde Altfranken des Landkreises Meißen-Radebeul

- 1997, 1. März:

Umbenennung
- des Landkreises Meißen-Radebeul in Landkreis Meißen

- 1997, 1. Juli:

Vergrößerung
- der kreisfreien Stadt Dresden um die Gemeinde Cossebaude des Landkreises Meißen
- der kreisfreien Stadt Leipzig um die Gemeinde Seehausen des Landkreises Leipziger Land

- 1998, 1. Januar:

Vergrößerung
- des Niederschlesischen Oberlausitzkreises um den Ortsteil Bärwalde der Gemeinde Lohsa des Landkreises Kamenz (Eingliederung in die Gemeinde Boxberg)

- 1998, 1. Juli:

Vergrößerung
- der kreisfreien Stadt Hoyerswerda um die Gemeinde Dörgenhausen des Landkreises Kamenz
- der kreisfreien Stadt Leipzig um einen Großteil der Gemeinde Podelwitz des Landkreises Leipziger Land

- 1998, 9. Juli:

Vergrößerung
- des Weißeritzkreises um die Gemeinde Wilsdruff des Landkreises Meißen

- 1999, 1. Januar:

Vergrößerung
- der kreisfreien Stadt Chemnitz um die Gemeinden Röhrsdorf, Grüna, Wittgensdorf und Mittelbach des Landkreises Chemnitzer Land sowie die Gemeinde Wittgensdorf des Landkreises Mittweida
- der kreisfreien Stadt Dresden um die Gemeinden Langebrück und Weixdorf des Landkreises Kamenz, die Gemeinden Gompitz und Mobschatz des Landkreises Meißen sowie die Gemeinde Schönfeld-Weißig des Landkreises Sächsische Schweiz
- der kreisfreien Stadt Görlitz um die Gemeinden Ludwigsdorf und Kunnerwitz des Niederschlesischen Oberlausitzkreises
- der kreisfreien Stadt Leipzig um die Gemeinden Böhlitz-Ehrenberg, Engelsdorf, Holzhausen, Liebertwolkwitz, Lindenthal, Lützschena-Stahmeln, Miltitz, Mölkau, Wiederitzsch, Kulkwitz (Gemarkungen Bösdorf, Knautnaundorf und Rehbach) des Landkreises Leipziger Land
- der kreisfreien Stadt Plauen um die Gemeinden Jößnitz, Kauschwitz, Neundorf und Straßberg des Vogtlandkreises
- der kreisfreien Stadt Zwickau um die Gemeinden Cainsdorf, Mosel, Oberrothenbach und Schlunzig des Landkreises Zwickauer Land
- des Landkreises Delitzsch um die Gemeinden Podelwitz, Schkeuditz und Taucha  des Landkreises Leipziger Land
- des Muldentalkreises um die Gemeinden Borsdorf und Panitzsch des Landkreises Leipziger Land

- 2000, 1. Januar:

Vergrößerung
- der kreisfreien Stadt Leipzig um die Ortsteile Burghausen und Rückmarsdorf der Gemeinde Bienitz des Landkreises Leipziger Land
- des Landkreises Delitzsch um den Ortsteil Dölzig der Gemeinde Bienitz des Landkreises Leipziger Land (Eingemeindung nach Schkeuditz)

- 2005, 1. Januar:

Vergrößerung
- des Landkreises Bautzen um den Ortsteil Wartha der Gemeinde Knappensee des Landkreises Kamenz (Umgliederung nach Königswartha)

- 2008, 1. August:

Eingliederung
- der kreisfreien Stadt Görlitz in den Landkreis Görlitz
- der kreisfreien Stadt Hoyerswerda in den Landkreis Bautzen
- der kreisfreien Stadt Plauen in den Vogtlandkreis
- der kreisfreien Stadt Zwickau in den Landkreis Zwickau
- des Landkreises Annaberg in den Erzgebirgskreis
- des Landkreises Aue-Schwarzenberg in den Erzgebirgskreis
- des Landkreises Chemnitzer Land in den Landkreis Zwickau
- des Landkreises Delitzsch in den Landkreis Nordsachsen
- des Landkreises Döbeln in den Landkreis Mittelsachsen
- des Landkreises Freiberg in den Landkreis Mittelsachsen
- des Landkreises Kamenz in den Landkreis Bautzen
- des Landkreises Leipziger Land in den Landkreis Leipzig
- des Landkreises Löbau-Zittau in den Landkreis Görlitz
- des Mittleren Erzgebirgskreises in den Erzgebirgskreis
- des Landkreises Mittweida in den Landkreis Mittelsachsen
- des Muldentalkreises in den Landkreis Leipzig
- des Niederschlesischen Oberlausitzkreises in den Landkreis Görlitz
- des Landkreises Riesa-Großenhain in den Landkreis Meißen
- des Landkreises Sächsische Schweiz in den Landkreis Sächsische Schweiz-Osterzgebirge
- des Landkreises Stollberg in den Erzgebirgskreis
- des Landkreises Torgau-Oschatz in den Landkreis Nordsachsen
- des Weißeritzkreises in den Landkreis Sächsische Schweiz-Osterzgebirge
- des Landkreises Zwickauer Land in den Landkreis Zwickau

Neubildung
- des Erzgebirgskreises aus den Landkreisen Annaberg, Aue-Schwarzenberg, Mittlerer Erzgebirgskreis und Stollberg
- des Landkreises Görlitz aus der kreisfreien Stadt Görlitz und den Landkreisen Löbau-Zittau und Niederschlesischer Oberlausitzkreis
- des Landkreises Leipzig aus den Landkreisen Leipziger Land und Muldentalkreis
- des Landkreises Mittelsachsen aus den Landkreisen Döbeln, Freiberg und Mittweida
- des Landkreises Nordsachsen aus den Landkreisen Delitzsch und Torgau-Oschatz
- des Landkreises Sächsische Schweiz-Osterzgebirge aus den Landkreisen Sächsische Schweiz und Weißeritzkreis
- des Landkreises Zwickau aus der kreisfreien Stadt Zwickau und den Landkreisen Chemnitzer Land und Zwickauer Land

Vergrößerung
- des Landkreises Bautzen um die kreisfreie Stadt Hoyerswerda und den Landkreis Kamenz
- des Landkreises Meißen um den Landkreis Riesa-Großenhain
- des Vogtlandkreises um die kreisfreie Stadt Plauen

Anzahl der kreisfreien Städte und Landkreise
| Datum           | kreisfreie Städte Veränderung | Landkreise Veränderung | kreisfreie Städte Anzahl | Landkreise Anzahl |
| --------------- | ----------------------------- | ---------------------- | ------------------------ | ----------------- |
| 3. Oktober 1990 |                               |                        | 6                        | 48                |
| 1. August 1994  | 0                             | − 20                   | 6                        | 28                |
| 1. Januar 1996  | + 1                           | − 6                    | 7                        | 22                |
| 1. August 2008  | − 4                           | − 12                   | 3                        | 10                |
| heute           |                               |                        | 3                        | 10                |

## Sachsen-Anhalt
Das Land Sachsen-Anhalt gehört seit dem 3. Oktober 1990 der Bundesrepublik Deutschland an.
Beim Beitritt zur Bundesrepublik existierten im Land die folgenden kreisfreien Städte und Landkreise:
Kreisfreie Städte: Dessau, Halle/Saale und Magdeburg
Landkreise: Aschersleben, Bernburg, Bitterfeld, Burg, Eisleben, Gardelegen, Genthin, Gräfenhainichen, Halberstadt, Haldensleben, Havelberg, Hettstedt, Hohenmölsen, Jessen, Klötze, Köthen, Merseburg, Naumburg, Nebra, Oschersleben, Osterburg, Quedlinburg, Querfurt, Roßlau, Saalkreis, Salzwedel, Sangerhausen, Schönebeck, Staßfurt, Stendal, Wanzleben, Weißenfels, Wernigerode, Wittenberg, Wolmirstedt, Zeitz und Zerbst
- 1994, 14. April:

Vergrößerung
- des Landkreises Klötze um die Gemeinde Lockstedt bei Oebisfelde des Landkreises Haldensleben (Eingemeindung nach Oebisfelde)

- 1994, 1. Juli:

Auflösung
- des Landkreises Aschersleben und Aufteilung auf die Landkreise Aschersleben-Staßfurter Landkreis (Hauptteil) und Quedlinburg
- des Landkreises Gardelegen und Aufteilung auf die Landkreise Östliche Altmark und Westliche Altmark (Hauptteil)
- des Landkreises Gräfenhainichen und Aufteilung auf die kreisfreie Stadt Dessau und auf die Landkreise Anhalt-Zerbst, Bitterfeld und Wittenberg (Hauptteil)
- des Landkreises Havelberg und Aufteilung auf die Landkreise Jerichower Land und Östliche Altmark (Hauptteil)
- des Landkreises Hettstedt und Aufteilung auf die Landkreise Aschersleben-Staßfurter Landkreis und Mansfelder Land (Hauptteil)
- des Landkreises Hohenmölsen und Aufteilung auf die Landkreise Burgenlandkreis und Weißenfels (Hauptteil)
- des Landkreises Klötze und Aufteilung auf die Landkreise Ohre-Kreis und Westliche Altmark (Hauptteil)
- des Landkreises Nebra und Aufteilung auf die Landkreise Burgenlandkreis (Hauptteil) und Merseburg-Querfurt
- des Landkreises Osterburg und Aufteilung auf die Landkreise Östliche Altmark (Hauptteil) und Westliche Altmark
- des Landkreises Querfurt und Aufteilung auf die Landkreise Mansfelder Land, Merseburg-Querfurt (Hauptteil) und Saalkreis
- des Landkreises Staßfurt und Aufteilung auf die Landkreise Aschersleben-Staßfurter Landkreis (Hauptteil), Bernburg, Bördekreis und Schönebeck
- des Landkreises Stendal und Aufteilung auf die Landkreise Ohre-Kreis und Östliche Altmark (Hauptteil)

Eingliederung
- des Landkreises Burg in den Landkreis Jerichower Land
- des Landkreises Eisleben in den Landkreis Mansfelder Land
- des Landkreises Genthin in den Landkreis Jerichower Land
- des Landkreises Haldensleben in den Ohre-Kreis
- des Landkreises Jessen in den Landkreis Wittenberg
- des Landkreises Merseburg in den Landkreis Merseburg-Querfurt
- des Landkreises Naumburg in den Burgenlandkreis
- des Landkreises Oschersleben in den Bördekreis
- des Landkreises Roßlau in den Landkreis Anhalt-Zerbst
- des Landkreises Salzwedel in den Landkreis Westliche Altmark
- des Landkreises Wanzleben in den Bördekreis
- des Landkreises Wolmirstedt in den Ohre-Kreis
- des Landkreises Zeitz in den Burgenlandkreis
- des Landkreises Zerbst in den Landkreis Anhalt-Zerbst

Neubildung
- des Landkreises Anhalt-Zerbst aus den Landkreisen Roßlau und Zerbst sowie Gemeinden des Landkreises Gräfenhainichen
- des Aschersleben-Staßfurter Landkreises (später Landkreis Aschersleben-Staßfurt) aus Teilen des Landkreises Aschersleben und Gemeinden der Landkreise Hettstedt und Staßfurt
- des Bördekreises aus den Landkreisen Oschersleben und Wanzleben sowie der Gemeinde Kroppenstedt des Landkreises Staßfurt
- des Burgenlandkreises aus den Landkreisen Naumburg, Nebra und Zeitz sowie Gemeinden des Landkreises Hohenmölsen
- des Landkreises Jerichower Land aus den Landkreisen Burg und Genthin sowie aus der Gemeinde Mangelsdorf des Landkreises Havelberg
- des Landkreises Mansfelder Land aus dem Landkreis Eisleben sowie Gemeinden der Landkreise Hettstedt und Querfurt
- des Landkreises Merseburg-Querfurt aus dem Kreis Merseburg und Gemeinden des Kreises Querfurt sowie der Gemeinde Branderoda des Landkreises Nebra
- des Ohre-Kreises (später Ohrekreis) aus den Landkreisen Haldensleben und Wolmirstedt und Gemeinden des Landkreises Stendal sowie der Stadt Oebisfelde des Landkreises Klötze
- des Landkreises Östliche Altmark (später Landkreis Stendal) aus Gemeinden der Landkreise Gardelegen, Havelberg, Osterburg und Stendal
- des Landkreises Westliche Altmark (später Altmarkkreis Salzwedel) aus dem Landkreis Salzwedel und Gemeinden der Landkreise Gardelegen, Klötze und Osterburg

Vergrößerung
- der kreisfreien Stadt Dessau um die Gemeinden Kleutsch und Sollnitz des Landkreises Gräfenhainichen
- der kreisfreien Stadt Magdeburg um Gemeinden Pechau und Randau-Calenberge des Landkreises Schönebeck
- des Landkreises Bernburg um die Gemeinde Güsten des Landkreises Staßfurt
- des Landkreises Bitterfeld um Gemeinden des Landkreises Gräfenhainichen
- des Landkreises Quedlinburg um Gemeinden des Landkreises Aschersleben bei Abtretung von Gemeinden an den Landkreis Wernigerode
- des Saalkreises um die Gemeinde Dornstedt des Landkreises Querfurt
- des Landkreises Schönebeck um Gemeinden des Landkreises Staßfurt bei Abtretung von Gemeinden an die kreisfreie Stadt Magdeburg
- des Landkreises Weißenfels um Gemeinden des Landkreises Hohenmölsen
- des Landkreises Wernigerode um Gemeinden des Landkreises Quedlinburg
- des Landkreises Wittenberg um den Landkreis Jessen und Gemeinden des Landkreises Gräfenhainichen

- 1994, 2. August:

Umbenennung
- des Ohre-Kreises in Ohrekreis
- des Landkreises Östliche Altmark in Landkreis Stendal

- 1994, 15. August:

Umbenennung
- des Landkreises Westliche Altmark in Altmarkkreis Salzwedel

- 1994, 23. September:

Umbenennung
- des Aschersleben-Staßfurter Landkreises in Landkreis Aschersleben-Staßfurt

- 1995, 31. Dezember:

Umbenennung
- der kreisfreien Stadt Halle/Saale in Halle (Saale)

- 2001, 1. April:

Vergrößerung
- der kreisfreien Stadt Magdeburg um die Gemeinde Beyendorf des Bördekreises

- 2004, 1. August:

Vergrößerung
- des Landkreises Merseburg-Querfurt um die Gemeinden Döllnitz, Hohenweiden und Lochau des Saalkreises (Eingemeindung nach Schkopau)

- 2005, 1. Januar:

Vergrößerung
- der kreisfreien Stadt Dessau um die Gemeinden Brambach und Rodleben des Landkreises Anhalt-Zerbst
- des Landkreises Bitterfeld um die Gemeinde Cösitz des Landkreises Köthen (Eingemeindung nach Zörbig)
- des Landkreises Jerichower Land um die Gemeinden Dornburg, Ladeburg und Leitzkau des Landkreises Anhalt-Zerbst (Eingemeindung nach Gommern)

- 2007, 1. Juli:

Auflösung
- des Landkreises Anhalt-Zerbst und Aufteilung auf die kreisfreie Stadt Dessau-Roßlau und die Landkreise Anhalt-Bitterfeld (Hauptteil), Jerichower Land und Wittenberg
- des Landkreises Aschersleben-Staßfurt und Aufteilung auf die Landkreise Harz und Salzland (Hauptteil)

Eingliederung
- der kreisfreien Stadt Dessau in die kreisfreie Stadt Dessau-Roßlau
- des Landkreises Bernburg in den Landkreis Salzland
- des Landkreises Bitterfeld in den Landkreis Anhalt-Bitterfeld
- des Bördekreises in den Landkreis Börde
- des Burgenlandkreises in den Landkreis Burgenland
- des Landkreises Halberstadt in den Landkreis Harz
- des Landkreises Köthen in den Landkreis Anhalt-Bitterfeld
- des Landkreises Mansfelder Land in den Landkreis Mansfeld-Südharz
- des Landkreises Merseburg-Querfurt in den Saalekreis
- des Ohrekreises in den Landkreis Börde
- des Landkreises Quedlinburg in den Landkreis Harz
- des Saalkreises in den Saalekreis
- des Landkreises Sangerhausen in den Landkreis Mansfeld-Südharz
- des Landkreises Schönebeck in den Landkreis Salzland
- des Landkreises Weißenfels in den Landkreis Burgenland
- des Landkreises Wernigerode in den Landkreis Harz

Neubildung
- der kreisfreien Stadt Dessau-Roßlau aus der kreisfreien Stadt Dessau und der Stadt Roßlau (Elbe) des Landkreises Anhalt-Zerbst
- des Landkreises Anhalt-Bitterfeld aus den Landkreisen Bitterfeld und Köthen sowie Gemeinden des Landkreises Anhalt-Zerbst
- des Landkreises Börde aus den Landkreisen Bördekreis und Ohrekreis
- des Landkreises Burgenland (später Burgenlandkreis) aus dem Burgenlandkreis und dem Landkreis Weißenfels
- des Landkreises Harz aus den Landkreisen Halberstadt, Quedlinburg und Wernigerode sowie der Gemeinde Falkenstein/Harz des Landkreises Aschersleben-Staßfurt
- des Landkreises Mansfeld-Südharz aus den Landkreisen Mansfelder Land und Sangerhausen
- des Saalekreises aus dem Landkreis Merseburg-Querfurt und dem Saalkreis
- des Landkreises Salzland (später Salzlandkreis) aus den Landkreisen Bernburg, Schönebeck und Gemeinden des Landkreises Aschersleben-Staßfurt

Vergrößerung
- des Landkreises Jerichower Land um Gemeinden des Landkreises Anhalt-Zerbst
- des Landkreises Wittenberg um Gemeinden des Landkreises Anhalt-Zerbst

- 2007, 12. Juli:

Umbenennung
- des Landkreises Salzland in Salzlandkreis

- 2007, 1. August:

Umbenennung
- des Landkreises Burgenland in Burgenlandkreis

Anzahl der kreisfreien Städte und Landkreise
| Datum           | kreisfreie Städte Veränderung | Landkreise Veränderung | kreisfreie Städte Anzahl | Landkreise Anzahl |
| --------------- | ----------------------------- | ---------------------- | ------------------------ | ----------------- |
| 3. Oktober 1990 |                               |                        | 3                        | 37                |
| 1. Juli 1994    | 0                             | − 16                   | 3                        | 21                |
| 1. Juli 2007    | 0                             | − 10                   | 3                        | 11                |
| heute           |                               |                        | 3                        | 11                |

## Schleswig-Holstein
Das Land Schleswig-Holstein gehört seit dem 23. Mai 1949 der Bundesrepublik Deutschland an.
Am Tag der Wiedervereinigung existierten im Land die folgenden kreisfreien Städte und Kreise:
Kreisfreie Städte: Flensburg, Kiel, Lübeck und Neumünster
Kreise: Dithmarschen, Herzogtum Lauenburg, Nordfriesland, Ostholstein, Pinneberg, Plön, Rendsburg-Eckernförde, Schleswig-Flensburg, Segeberg, Steinburg und Stormarn
Anzahl der kreisfreien Städte und Kreise
| Datum           | kreisfreie Städte Anzahl | Kreise Anzahl |
| --------------- | ------------------------ | ------------- |
| 3. Oktober 1990 | 4                        | 11            |
| heute           | 4                        | 11            |

## Thüringen
Der Freistaat Thüringen gehört seit dem 3. Oktober 1990 der Bundesrepublik Deutschland an.
Beim Beitritt zur Bundesrepublik existierten im Land die folgenden kreisfreien Städte und Landkreise:
Kreisfreie Städte: Erfurt, Gera, Jena, Suhl und Weimar
Landkreise: Altenburg, Apolda, Arnstadt, Artern, Bad Salzungen, Eisenach, Eisenberg, Erfurt, Gera, Gotha, Greiz, Heiligenstadt, Hildburghausen, Ilmenau, Jena, Langensalza, Lobenstein, Meiningen, Mühlhausen, Neuhaus am Rennweg, Nordhausen, Pößneck, Rudolstadt, Saalfeld, Schleiz, Schmalkalden, Schmölln, Sömmerda, Sondershausen, Sonneberg, Stadtroda, Suhl, Weimar, Worbis und Zeulenroda
- 1992, 1. April:

Vergrößerung
- des Landkreises Plauen, Sachsen um die Gemeinden Elsterberg und Görschnitz des Landkreises Greiz, die Gemeinden Langenbach, Mühltroff und Thierbach des Landkreises Schleiz sowie die Gemeinden Ebersgrün, Pausa/Vogtl., Ranspach und Unterreichenau des Landkreises Zeulenroda

- 1994, 1. Januar:

Vergrößerung
- des Landkreises Mühlhausen um die Gemeinde Zaunröden des Landkreises Sondershausen (Zusammenschluss mit zwei Gemeinden des Landkreises Mühlhausen zur Gemeinde Dünwald)

- 1994, 25. Februar:

Vergrößerung
- des Landkreises Schmalkalden um die Gemeinde Schwarzbach des Landkreises Meiningen (Eingemeindung nach Schwallungen)

- 1994, 8. März:

Vergrößerung des Landkreises Zeulenroda um die Gemeinde Zoghaus des Landkreises Greiz
- 1994, 1. April:

Vergrößerung
- der kreisfreien Stadt Erfurt um die Gemeinden Alach, Ermstedt, Frienstedt, Gottstedt, Salomonsborn und Schaderode des Landkreises Erfurt
- der kreisfreien Stadt Gera um die Gemeinden Aga, Cretzschwitz, Söllmnitz, Roben, Hermsdorf und Falka des Landkreises Gera
- der kreisfreien Stadt Jena um die Gemeinden Drackendorf und Maua des Landkreises Jena
- der kreisfreien Stadt Suhl um die Gemeinden Albrechts, Dietzhausen, Vesser und Wichtshausen des Landkreises Suhl sowie die Gemeinde Vesser des Landkreises Ilmenau
- der kreisfreien Stadt Weimar um die Gemeinden Gelmeroda, Niedergrunstedt, Possendorf und Taubach des Landkreises Weimar

- 1994, 14. April:

Vergrößerung
- der kreisfreien Stadt Weimar um die Gemeinde Süßenborn des Landkreises Weimar

- 1994, 30. Juni:

Vergrößerung
- des Landkreises Arnstadt um den Ortsteil Bechstedt-Wagd der Gemeinde Egstedt des Landkreises Erfurt (Umgliederung in die Gemeinde Kirchheim)

- 1994, 1. Juli:

Auflösung
- des Landkreises Arnstadt und Aufteilung auf die Landkreise Gotha und Ilm-Kreis (Hauptteil)
- des Landkreises Artern und Aufteilung auf die Landkreise Kyffhäuserkreis (Hauptteil) und Sömmerda
- des Landkreises Erfurt und Aufteilung auf die kreisfreie Stadt Erfurt und die Landkreise Gotha, Ilm-Kreis, Sömmerda (Hauptteil) und Weimar-Land
- des Landkreises Gera und Aufteilung auf die kreisfreie Stadt Gera und den Landkreis Greiz
- des Landkreises Jena und Aufteilung auf die kreisfreie Stadt Jena und den Holzlandkreis
- des Landkreises Langensalza und Aufteilung auf die Landkreise Gotha, Unstrut-Hainich-Kreis (Hauptteil) und Wartburgkreis
- des Landkreises Lobenstein und Aufteilung auf die Landkreise Saale-Orla-Kreis (Hauptteil) und Schwarza-Kreis
- des Landkreises Meiningen und Aufteilung auf die Landkreise Hildburghausen und Schmalkalden-Meiningen (Hauptteil)
- des Landkreises Neuhaus am Rennweg und Aufteilung auf die Landkreise Schwarza-Kreis und Sonneberg (Hauptteil)
- des Landkreises Pößneck und Aufteilung auf die Landkreise Saale-Orla-Kreis (Hauptteil) und Schwarza-Kreis
- des Landkreises Suhl und Aufteilung auf die Landkreise Hildburghausen, Ilm-Kreis und Schmalkalden-Meiningen (Hauptteil)
- des Landkreises Weimar und Aufteilung auf die kreisfreie Stadt Weimar und den Landkreis Weimar-Land

Eingliederung
- des Landkreises Apolda in den Landkreis Weimar-Land
- des Landkreises Bad Salzungen in den Wartburgkreis
- des Landkreises Eisenach in den Wartburgkreis
- des Landkreises Eisenberg in den Holzlandkreis
- des Landkreises Heiligenstadt in den Landkreis Eichsfeld
- des Landkreises Ilmenau in den Ilm-Kreis
- des Landkreises Mühlhausen in den Unstrut-Hainich-Kreis
- des Landkreises Rudolstadt in den Schwarza-Kreis
- des Landkreises Saalfeld in den Schwarza-Kreis
- des Landkreises Schleiz in den Saale-Orla-Kreis
- des Landkreises Schmalkalden in den Landkreis Schmalkalden-Meiningen
- des Landkreises Schmölln in den Landkreis Altenburg
- des Landkreises Sondershausen in den Kyffhäuserkreis
- des Landkreises Stadtroda in den Holzlandkreis
- des Landkreises Worbis in den Landkreis Eichsfeld
- des Landkreises Zeulenroda in den Landkreis Greiz

Neubildung
- des Landkreises Eichsfeld aus den Landkreisen Heiligenstadt und Worbis
- des Holzlandkreises (später Saale-Holzland-Kreis) aus den Landkreisen Eisenberg und Stadtroda sowie Gemeinden des Landkreises Jena
- des Ilm-Kreises aus dem Landkreis Ilmenau und Gemeinden der Landkreise Arnstadt, Erfurt und Suhl
- des Kyffhäuserkreises aus dem Landkreis Sondershausen und Gemeinden des Landkreises Artern
- des Saale-Orla-Kreises aus dem Landkreis Schleiz und Gemeinden der Landkreise Lobenstein und Pößneck
- des Landkreises Schmalkalden-Meiningen aus den Landkreisen Meiningen und Schmalkalden sowie Gemeinden des Landkreises Suhl
- des Schwarza-Kreises (später Landkreis Saalfeld-Rudolstadt) aus den Landkreisen Rudolstadt und Saalfeld und Gemeinden des Landkreises Neuhaus am Rennweg sowie der Gemeinde Lehesten des Landkreises Lobenstein und der Gemeinde Leusnitz bei Pößneck des Landkreises Pößneck
- des Unstrut-Hainich-Kreises aus dem Landkreis Mühlhausen und Gemeinden des Landkreises Langensalza
- des Wartburgkreises aus den Landkreisen Bad Salzungen und Eisenach sowie Gemeinden des Landkreises Langensalza
- des Landkreises Weimar-Land (später Landkreis Weimarer Land) aus dem Landkreis Apolda und Gemeinden der Landkreise Erfurt und Weimar sowie der Gemeinde Drößnitz des Landkreises Jena

Vergrößerung
- der kreisfreien Stadt Erfurt um die Gemeinden Azmannsdorf, Büßleben, Egstedt, Hochstedt, Kerspleben, Kühnhausen, Linderbach, Mittelhausen, Molsdorf, Niedernissa, Rohda, Schwerborn, Stotternheim, Tiefthal, Töttleben, Urbich, Vieselbach, Wallichen, Waltersleben und Windischholzhausen des Landkreises Erfurt
- der kreisfreien Stadt Gera um die Gemeinden Röpsen, Thränitz, Trebnitz, Hain und Weißig des Landkreises Gera
- der kreisfreien Stadt Jena um die Gemeinden Cospeda, Münchenroda, Krippendorf, Isserstedt, Kunitz und Jenaprießnitz des Landkreises Jena
- der kreisfreien Stadt Weimar um die Gemeinden Gaberndorf, Legefeld und Tröbsdorf des Landkreises Weimar
- des Landkreises Gotha um Gemeinden des Landkreises Erfurt und die Gemeinden Crawinkel des Landkreises Arnstadt und Tonna des Landkreises Langensalza
- des Landkreises Greiz um den Landkreis Zeulenroda und Gemeinden des Landkreises Gera
- des Landkreises Hildburghausen um Gemeinden der Landkreise Meiningen und Suhl
- des Landkreises Sömmerda um Gemeinden der Landkreise Artern und Erfurt
- des Landkreises Sonneberg um Gemeinden des Landkreises Neuhaus am Rennweg

- 1994, 1. August:

Vergrößerung
- des Landkreises Plauen, Sachsen, um den Ortsteil Cunsdorf der Gemeinde Schönbach des Landkreises Greiz (Bildung der selbstständigen Gemeinde Cunsdorf)

- 1994, 11. August:

Umbenennung
- des Landkreises Altenburg in Landkreis Altenburger Land

- 1994, 29. September:

Umbenennung
- des Holzlandkreises in Saale-Holzland-Kreis
- des Schwarza-Kreises in Landkreis Saalfeld-Rudolstadt

- 1994, 12. Oktober:

Vergrößerung
- der kreisfreien Stadt Erfurt um die Gemeinde Töttelstädt des Landkreises Sömmerda

- 1994, 5. November:

Umbenennung
- des Landkreises Weimar-Land in Landkreis Weimarer Land

- 1997, 1. Januar:

Vergrößerung
- des Landkreises Weimarer Land um die Gemeinde Neckeroda des Landkreises Saalfeld-Rudolstadt (Eingemeindung nach Blankenhain)

- 1998, 1. Januar:

Ausgliederung
- der Stadt Eisenach aus dem Wartburgkreis

- 2019, 1. Januar:

Vergrößerung
- der kreisfreien Stadt Suhl um die Gemeinden Gehlberg und Schmiedefeld am Rennsteig aus dem Ilm-Kreis
- des Landkreises Schmalkalden-Meiningen um die Gemeinde Kaltennordheim des Wartburgkreises
- des Landkreises Sonneberg um die Gemeinden Lichte und Piesau des Landkreises Saalfeld-Rudolstadt (Eingemeindung nach Neuhaus am Rennweg)

- 2021, 1. Juli:

Eingliederung
- der kreisfreien Stadt Eisenach in den Wartburgkreis

- 2023, 1. Januar:

Vergrößerung
- des Landkreises Eichsfeld um Ortsteile aus dem Unstrut-Hainich-Kreis (Umgliederung nach Dingelstädt)

- 2024, 1. Januar:

Vergrößerung
- des Landkreises Eichsfeld um den Ortsteil Struth der Gemeinde Rodeberg aus dem Unstrut-Hainich-Kreis (Umgliederung nach Dingelstädt)
- des Unstrut-Hainich-Kreises um die Gemeinde Hallungen aus dem Wartburgkreis (Eingemeindung nach Südeichsfeld)

Anzahl der kreisfreien Städte und Landkreise
| Datum           | kreisfreie Städte Veränderung | Landkreise Veränderung | kreisfreie Städte Anzahl | Landkreise Anzahl |
| --------------- | ----------------------------- | ---------------------- | ------------------------ | ----------------- |
| 3. Oktober 1990 |                               |                        | 5                        | 35                |
| 1. Juli 1994    | 0                             | − 18                   | 5                        | 17                |
| 1. Januar 1998  | + 1                           | 0                      | 6                        | 17                |
| 1. Juli 2021    | – 1                           | 0                      | 5                        | 17                |
| heute           |                               |                        | 5                        | 17                |

## Gesamtzahl der kreisfreien Städte und Kreise (Landkreise) in der Bundesrepublik Deutschland
Wegen des besseren Gesamtüberblicks enthält diese Tabelle alle Veränderungen ab der Gründung der Bundesrepublik Deutschland (23. Mai 1949). Die heute gültigen Gesamtzahlen werden in fetter Schrift dargestellt.
| Datum             | Land (Bundesland)          | Kreisfreie Städte Veränderung | Landkreise (Kreise) Veränderung | Kreisfreie Städte Anzahl | Landkreise (Kreise) Anzahl |
| ----------------- | -------------------------- | ----------------------------- | ------------------------------- | ------------------------ | -------------------------- |
| 23. Mai 1949      | Bundesrepublik Deutschland |                               |                                 | 139                      | 418                        |
| 1. Oktober 1951   | Niedersachsen              | + 1                           | 0                               | 140                      | 418                        |
| 1. Oktober 1953   | Baden-Württemberg          | − 1                           | 0                               | 139                      | 418                        |
| 1. April 1955     | Nordrhein-Westfalen        | + 1                           | 0                               | 140                      | 418                        |
| 1. Januar 1957    | Saarland                   | + 1                           | + 7                             | 141                      | 425                        |
| 4. Juli 1964      | Niedersachsen              | − 1                           | 0                               | 140                      | 425                        |
| 1. Juli 1966      | Nordrhein-Westfalen        | − 1                           | 0                               | 139                      | 425                        |
| 1. Januar 1969    | Nordrhein-Westfalen        | − 2                           | 0                               | 137                      | 425                        |
| 7. Juni 1969      | Rheinland-Pfalz            | 0                             | − 11                            | 137                      | 414                        |
| 1. August 1969    | Nordrhein-Westfalen        | 0                             | − 1                             | 137                      | 413                        |
| 1. Januar 1970    | Nordrhein-Westfalen        | − 1                           | 0                               | 136                      | 413                        |
| 26. April 1970    | Schleswig-Holstein         | 0                             | − 5                             | 136                      | 408                        |
| 7. November 1970  | Rheinland-Pfalz            | 0                             | − 2                             | 136                      | 406                        |
| 1. Januar 1972    | Nordrhein-Westfalen        | 0                             | − 4                             | 136                      | 402                        |
| 22. April 1972    | Rheinland-Pfalz            | 0                             | − 1                             | 136                      | 401                        |
| 1. Juli 1972      | Bayern                     | − 23                          | − 72                            | 113                      | 329                        |
| 1. Juli 1972      | Niedersachsen              | − 1                           | − 5                             | 112                      | 324                        |
| 1. August 1972    | Hessen                     | 0                             | − 7                             | 112                      | 317                        |
| 1. Januar 1973    | Baden-Württemberg          | 0                             | − 28                            | 112                      | 289                        |
| 1. Januar 1973    | Niedersachsen              | − 2                           | − 2                             | 110                      | 287                        |
| 1. Januar 1973    | Nordrhein-Westfalen        | 0                             | − 4                             | 110                      | 283                        |
| 1. Januar 1974    | Hessen                     | 0                             | − 4                             | 110                      | 279                        |
| 1. Januar 1974    | Saarland                   | − 1                           | − 1                             | 109                      | 278                        |
| 1. März 1974      | Niedersachsen              | − 2                           | − 5                             | 107                      | 273                        |
| 16. März 1974     | Rheinland-Pfalz            | 0                             | − 1                             | 107                      | 272                        |
| 24. März 1974     | Schleswig-Holstein         | 0                             | − 1                             | 107                      | 271                        |
| 1. Juli 1974      | Hessen                     | − 3                           | − 4                             | 104                      | 267                        |
| 1. Januar 1975    | Nordrhein-Westfalen        | − 11                          | − 17                            | 93                       | 250                        |
| 6. Dezember 1975  | Nordrhein-Westfalen        | + 1                           | 0                               | 94                       | 250                        |
| 1. Juli 1976      | Nordrhein-Westfalen        | − 1                           | 0                               | 93                       | 250                        |
| 1. Januar 1977    | Hessen                     | 0                             | − 4                             | 93                       | 246                        |
| 1. August 1977    | Niedersachsen              | − 1                           | − 11                            | 92                       | 235                        |
| 1. August 1979    | Hessen                     | − 1                           | + 1                             | 91                       | 236                        |
| 1. Januar 1980    | Niedersachsen              | 0                             | + 1                             | 91                       | 237                        |
| 2. Oktober 1990   |                            |                               |                                 | 91                       | 237                        |
| 3. Oktober 1990   | neue Bundesländer          | + 26                          | + 189                           | 117                      | 426                        |
| 6. Dezember 1993  | Brandenburg                | − 2                           | − 24                            | 115                      | 402                        |
| 12. Juni 1994     | Mecklenburg-Vorpommern     | 0                             | − 19                            | 115                      | 383                        |
| 1. Juli 1994      | Sachsen-Anhalt             | 0                             | − 16                            | 115                      | 367                        |
| 1. Juli 1994      | Thüringen                  | 0                             | − 18                            | 115                      | 349                        |
| 1. August 1994    | Sachsen                    | 0                             | − 20                            | 115                      | 329                        |
| 1. Januar 1996    | Sachsen                    | + 1                           | − 6                             | 116                      | 323                        |
| 1. Januar 1998    | Thüringen                  | + 1                           | 0                               | 117                      | 323                        |
| 1. November 2001  | Niedersachsen              | − 1                           | 0                               | 116                      | 323                        |
| 1. Juli 2007      | Sachsen-Anhalt             | 0                             | − 10                            | 116                      | 313                        |
| 1. August 2008    | Sachsen                    | − 4                           | − 12                            | 112                      | 301                        |
| 21. Oktober 2009  | Nordrhein-Westfalen        | − 1                           | 0                               | 111                      | 301                        |
| 4. September 2011 | Mecklenburg-Vorpommern     | − 4                           | − 6                             | 107                      | 295                        |
| 1. November 2016  | Niedersachsen              | 0                             | − 1                             | 107                      | 294                        |
| 1. Juli 2021      | Thüringen                  | – 1                           | 0                               | 106                      | 294                        |
| heute             |                            |                               |                                 | 106                      | 294                        |